# Utva Lasta
«Ласта» — сербский поршневой учебно-боевой самолёт, выпускающийся компанией Утва.
Первый прототип самолёта Утва «Ласта-1» поднялся в воздух в 1985 году. Изначально представляет собой учебный самолёт, но он также может играть роль лёгкого штурмовика.

## Модификации
- «Ласта-1» — прототип, совершил первый полёт 2 сентября 1985 года.[4]
- «Ласта-2» — было собрано 6 прототипов, 5 из которых были полностью уничтожены во время войны 1999 года а 1 был восстановлен и передан в Белградский музей воздухоплавания[5]
- «Ласта-95» («Ласта-3») — серийная современная версия самолёта, впервые была продемонстрирована на сербской военно-технической выставке «Партнер-2007»[6]
- «Кобац» — новейшая модификация самолёта, оснащенная ТВД. Вес пустого самолета составляет 970 кг, нормальный взлетный вес — 1325 кг, максимальный взлетный вес — 1700 кг, а боевая нагрузка — до 500 кг. Максимальная скорость в горизонтальном полете составляет 500 км/ч. Самолёт оснащен катапультными креслами экипажа. Завершена постройка первого прототипа Kobaс, летные испытания которого должны быть начаты в начале 2013 года.[7][8]

## Тактико-технические характеристики
Приведённые данные соответствуют модификации Утва «Ласта-95».
Источник данных: 

Технические характеристики
- Экипаж: 2 человека
- Длина: 7,97 м
- Размах крыла: 9,71 м
- Высота: 2,84 м
- Площадь крыла: 12,9 м²
- Масса пустого: 1060 кг
- Максимальная взлётная масса: 1630 кг
- Силовая установка: 1 × поршневый оппозитный шестицилиндровый Lycoming O-540
- Мощность двигателей: 1 × 300 л.с. (1 × 224 кВт)

Лётные характеристики
- Максимально допустимая скорость: 425 км/ч
- Максимальная скорость: 345 км/ч
- Крейсерская скорость: 320 км/ч
- Скорость сваливания: 95 км/ч
- Боевой радиус: 400 км
- Практическая дальность: 1060 км
- Практический потолок: 6000 м
- Скороподъёмность: 8,5 м/с
- Максимальная эксплуатационная перегрузка: +6/-3 g

Вооружение
- Стрелково-пушечное:  
  - встроенное:
  - подвесное: 2 × 7,62-мм или 12,7-мм пулемёта
- Точки подвески: 2
- Бомбы: 2 х 100 кг (свободнопадающие)

## Галерея фотографий

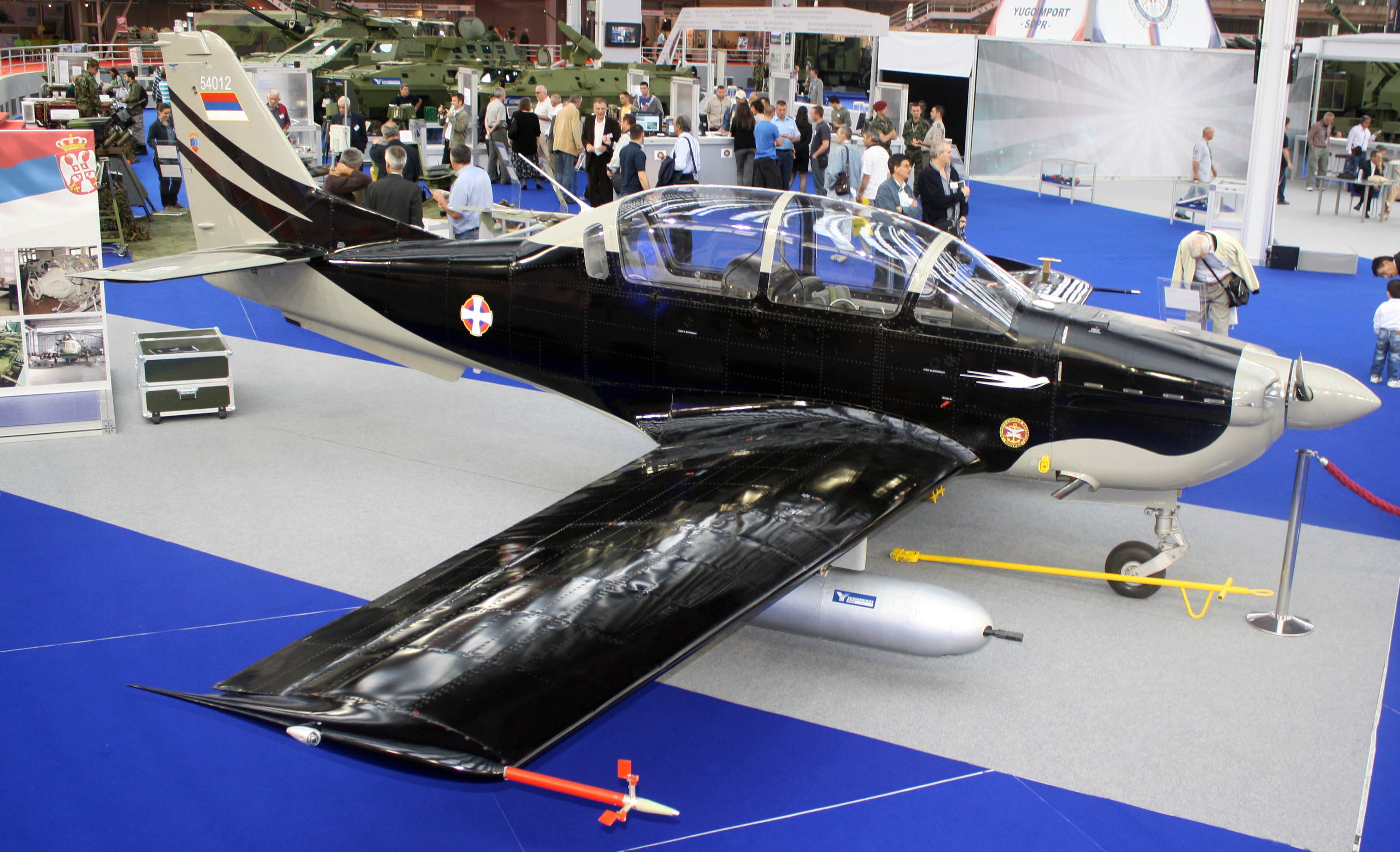
Lasta-95 на сербской военно-технической выставке «Партнер-2011»
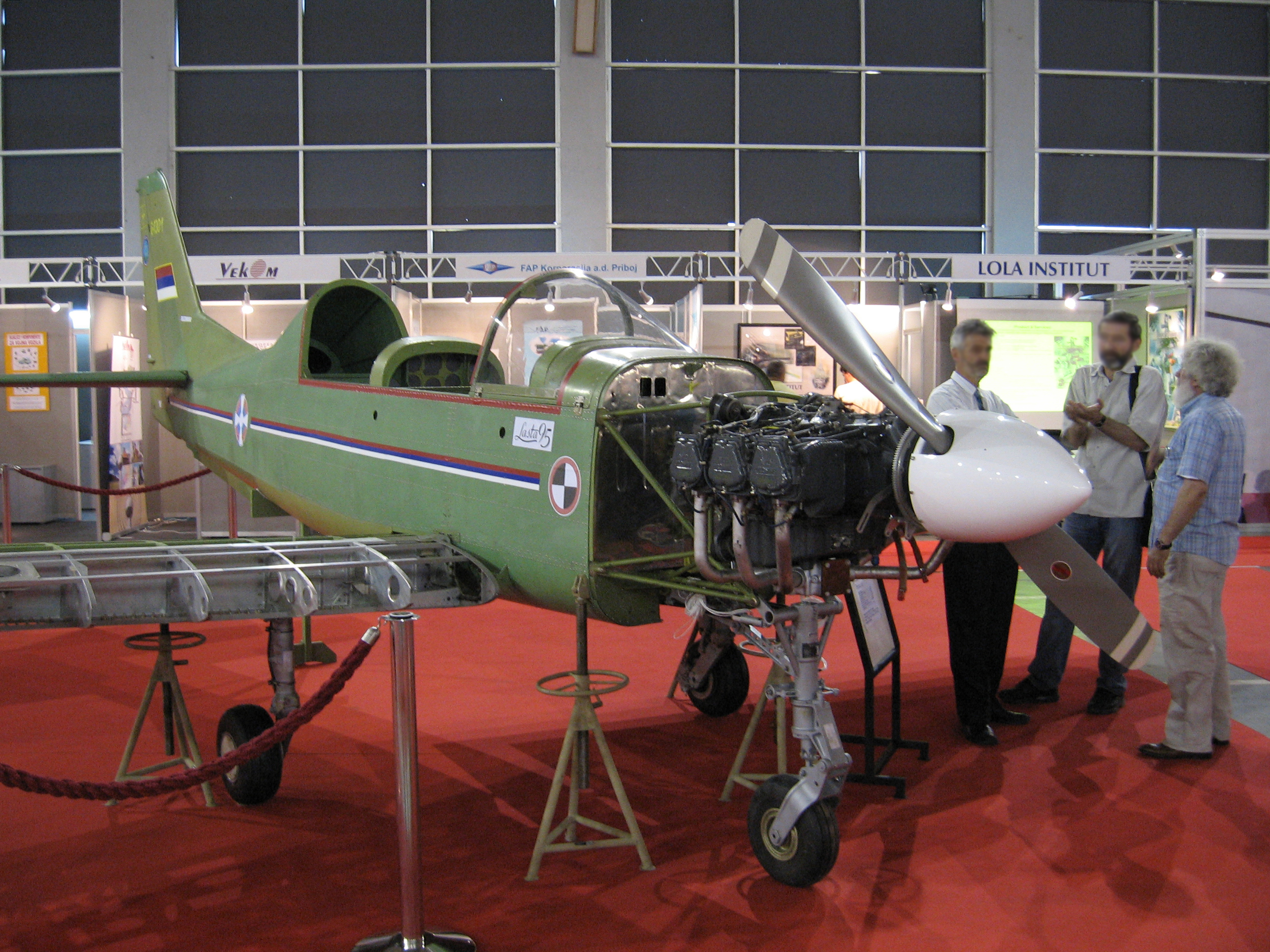
Разрез Lasta-95 на сербской военно-технической выставке «Партнер-2007»
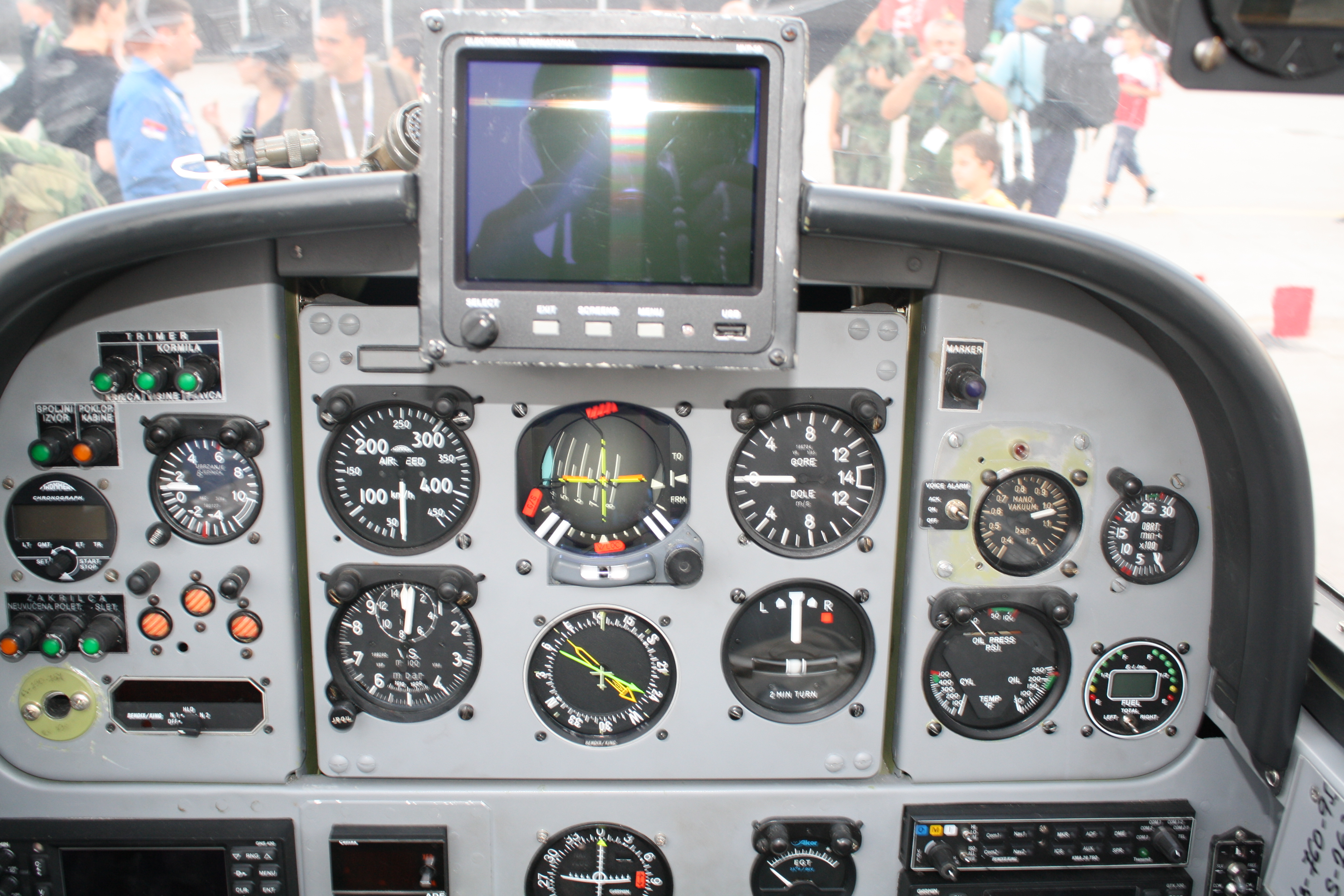
Кабина Lasta-95. 2009 год

## Происшествия
| Дата       | Бортовой номер | Место                       | Жертвы | Описание |
| ---------- | -------------- | --------------------------- | ------ | --- |
| 26.09.2012 | н/д            | Сербия, в 30 км от Белграда | 1/0    | Самолёт упал на нежилой территории во время тренировочного полёта. Пилоты катапультировались. Один из них, майор Горан Савич, был госпитализирован в тяжелом состоянии и впоследствии скончался |

## На вооружении
- Ирак — 20 Утва «Ласта-95», по состоянию на 2013 год[3][13]
- Сербия — 10 Утва «Ласта-95» (всего заказано 15 единиц), по состоянию на 2013 год[14][15]